# 12367 Ourinhos
12367 Ourinhos eller 1994 CN8 är en asteroid i huvudbältet som upptäcktes den 8 februari 1994 av den venezolanske astronomen Orlando A. Naranjo vid Observatorio Astronómico Nacional de Llano del Hato. Den är uppkallad efter den brasilianska staden Ourinhos.